# We Are Never Ever Getting Back Together
«We Are Never Ever Getting Back Together» (укр. Ми взагалі більше ніколи не будемо разом) — сингл американської кантрі й попспівачки Тейлор Свіфт, виданий 13 серпня 2012 року лейблом Big Machine Records, що пізніше став першим синглом з альбому Red, реліз якого відбувся пізніше, 22 жовтня 2012 року. Сингл став першим в кар'єрі співачки лідером американського чарту Billboard Hot 100 і другим її хітом № 1 у Канаді в Canadian Hot 100. До листопада 2014 року в США було продано понад 4 млн копій пісні.
Журнал Rolling Stone назвав його одним з кращих синглів 2012 року, поставивши на 2 місце у своєму списку «50 Best Songs of 2012».
Станом на березень 2024 року музичне відео мало 769 мільйонів переглядів на відеохостингу YouTube.

## Історія
Тейлор анонсувала пісню 13 серпня 2012 року під час свого живого виступу в чаті на YouTube, реліз відбувся на Google Play того ж дня у форматі цифрового завантаження. Вихід на iTunes і Amazon.com відбувся через добу, 14 серпня 2012 року.
Пісня «We Are Never Ever Getting Back Together» стала для співачки першим № 1 у чартах в кар'єрі та 1018-м лідером чарту Hot 100 за всю його 54-річну історію. Раніше Тейлор мала два хіти на другому місці: «You Belong With Me» (2009) та «Today Was a Fairytale» (2010), сингл «Mine» (2010) на третьому та «Love Story» (2008) на четвертому. Трек «We Are Never Ever …» став найуспішнішим серед усіх виконавців з цифрових завантажень за один тиждень (623 000) і другим в історії SoundScan, після треку «Right Round» репера Flo Rida з 636 000 завантаженнями у 2009 році, що став 4-м хітом № 1 в Hot Digital Songs.
Ще до свого виходу пісня за 50 хвилин посіла перше місце в чарті синглів iTunes, побивши попередній рекорд (60 хвилин), встановлений піснею «Born This Way» співачки Леді Гаги. Це зробило «We Are Never Ever Getting Back Together» найуспішнішою піснею в цифровій історії. Сингл також очолив чарти iTunes в 32 країнах. Сингл дебютував на 72 місці в головному американському чарті Billboard Hot 100 в кінці серпня 2012 року. Рекордним став дебют на 25 місці в радіочарті Hot 100 Airplay, вищий показник для будь-якої виконавиці в стилі кантрі за всю 21-річну історію цього хіт-параду. В кантрі-чарті Hot Country Songs пісня дебютувала на 13 місці, що стало другим рекордним показником слідом за «Feel Like a Rock Star» співаків Кенні Чесні та Тіма Макгро, і вищим дебютом всіх кантрі-співачок, побивши попереднє досягнення пісні «So Small» співачки Керрі Андервуд. В хіт-параді Billboard Hot 100 це її рекордний 11-й сингл, який потрапив у верхню десятку Top 10, що поставило Тейлор в один ряд з Кенні Роджерсом, ділячи з ним перше місце серед усіх кантрі-виконавців за всю історію по цьому показнику.

## Відгуки
Ще до виходу пісні, багато критиків дали композиції позитивну оцінку: The Village Voice, Entertainment Weekly, Rolling Stone. Іншу думку виклали видання The A.V. Club, Country Universe, що віднесли пісню в категорію D, вважаючи трек кроком назад, MTV, Slant Magazine, The Washington Post, Taste of Country, CBS News.
Журнал Rolling Stone назвав цю пісню однією із найкращих за підсумками 2012 року в річному списку «50 Best Songs of 2012». Журнал Time включив пісню у свій список «Top 10 Songs of 2012 Playlist» під номером 4. Композиція обрана як 6-й кращий сингл 2012 року виданням The Village Voice.
«We Are Never Ever Getting Back Together» також була названа 169-ю у списку кращих пісень 2010-2014 років виданням Pitchfork («The 200 Best Tracks of the Decade So Far (2010—2014)») й номінована на премію Греммі в категорії Record of the Year.

## Чарти
| Чарт (2012—13)                             | Найвища позиція |
| ------------------------------------------ | --------------- |
| ARIA                                       | 3               |
| Ö3 Austria Top 40                          | 22              |
| Ultratop 50 Flanders                       | 26              |
| Ultratop 50 Wallonia                       | 42              |
| Canadian Hot 100                           | 1               |
| AC (Billboard)                             | 1               |
| Country (Billboard)                        | 16              |
| CHR/Top 40 (Billboard)                     | 3               |
| Hot AC (Billboard)                         | 3               |
| Rádio Top 100                              | 26              |
| Tracklisten                                | 18              |
| Suom⁥n virallinen lista                    | 18              |
| SNEP                                       | 18              |
| Official German Charts                     | 21              |
| Гондурас (Honduras Top 50)                 | 21              |
| Rádiós Top 40                              | 9               |
| IRMA                                       | 4               |
| Media Forest                               | 2               |
| Японія (Billboard Japan Hot 100)           | 2               |
| Single Top 100                             | 24              |
| Recorded Music NZ                          | 1               |
| VG-lista                                   | 6               |
| Rádio Top 100                              | 41              |
| Північна Корея (GAON)                      | 2               |
| PROMUSICAE                                 | 9               |
| Sverigetopplistan                          | 16              |
| Schweizer Hitparade                        | 21              |
| UK Singles Chart (Official Charts Company) | 4               |
| Billboard Hot 100                          | 1               |
| Hot Country Songs (Billboard)              | 1               |
| Country Airplay (Billboard)                | 13              |
| Adult Contemporary (Billboard)             | 10              |
| Adult Top 40 (Billboard)                   | 7               |
| Dance/Mix Show Airplay (Billboard)         | 21              |
| Mainstream Top 40 (Billboard)              | 2               |
| Rhythmic (Billboard)                       | 35              |
| Venezuela Pop Rock General (Record Report) | 6               |

## Сертифікації
| Країна                | Сертифікація  | Продажі   |
| --------------------- | ------------- | --------- |
| Австралія (ARIA)      | 5× Платиновий | 350 000   |
| Канада (Music Canada) | Золотий       | 40,000    |
| Італія(FIMI)          | Золотий       | 25,000    |
| Японія (RIAJ)         | Million       | 1 000 000 |
| Мексика (AMPROFON)    | Gold          | 30,000    |
| Нова Зеландія (RIANZ) | 2× Платиновий | 30,000    |
| Північна Корея        |               | 746,746   |
| Швеція (GLF)          | Платиновий    | 40,000    |
| Велика Британія (BPI) | Платиновий    | 615,751   |
| США (RIAA)            | 6× Платиновий | 4,100,000 |
| Streaming             |               |           |
| Данія (IFPI Denmark)  | Платиновий    | 2,600,000 |

1. 1 2 3 4 5  дані про партії засновані лише на сертифікації
2. 1 2    - дані про продажі засновані лише на сертифікації
3. ↑  невстановлені продажі засновані лише на сертифікації